# Aphrodité

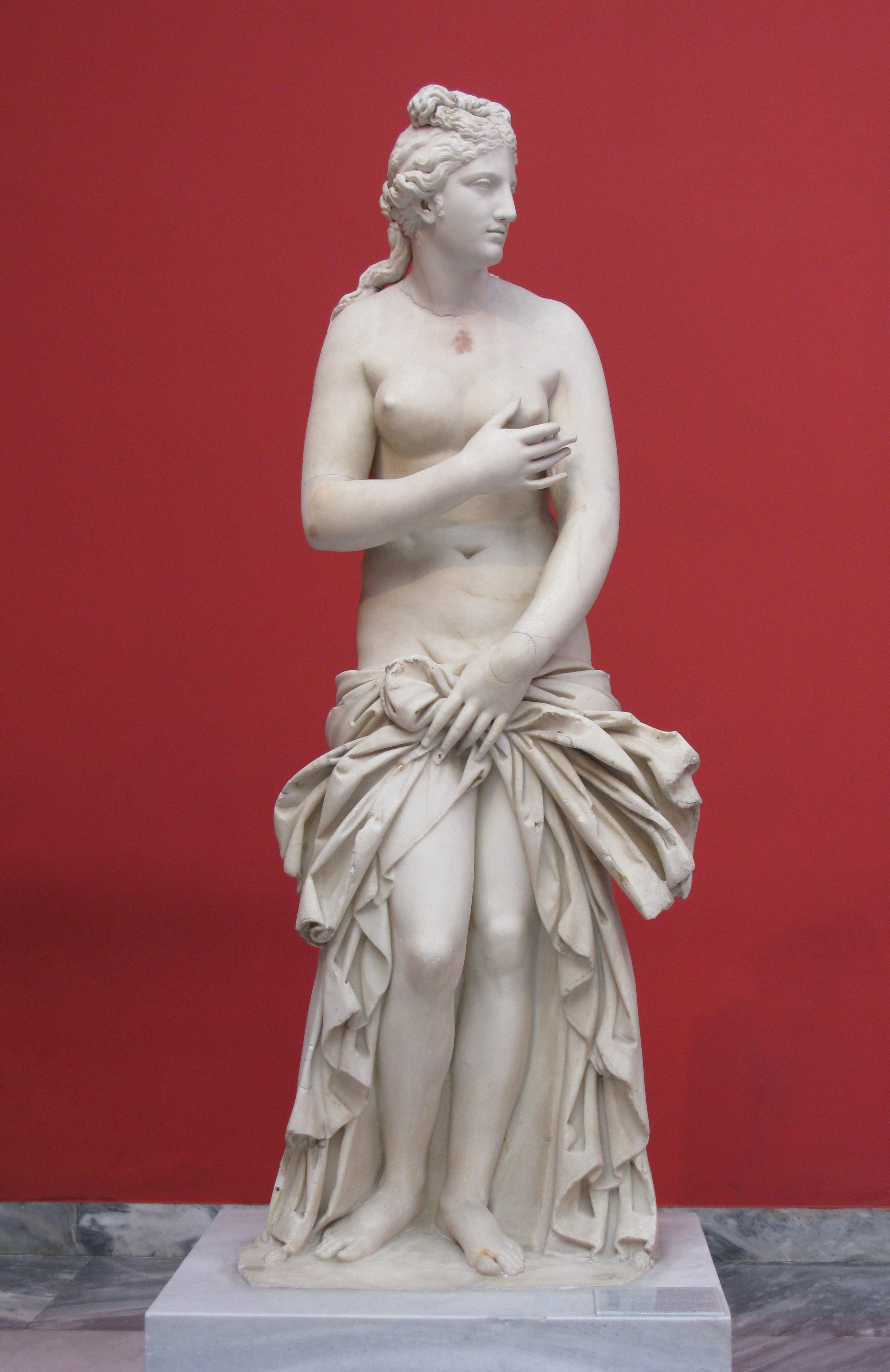
"Szégyenlős Aphrodité" (Aphorodite pudica), Athéni Nemzeti Régészeti Múzeum

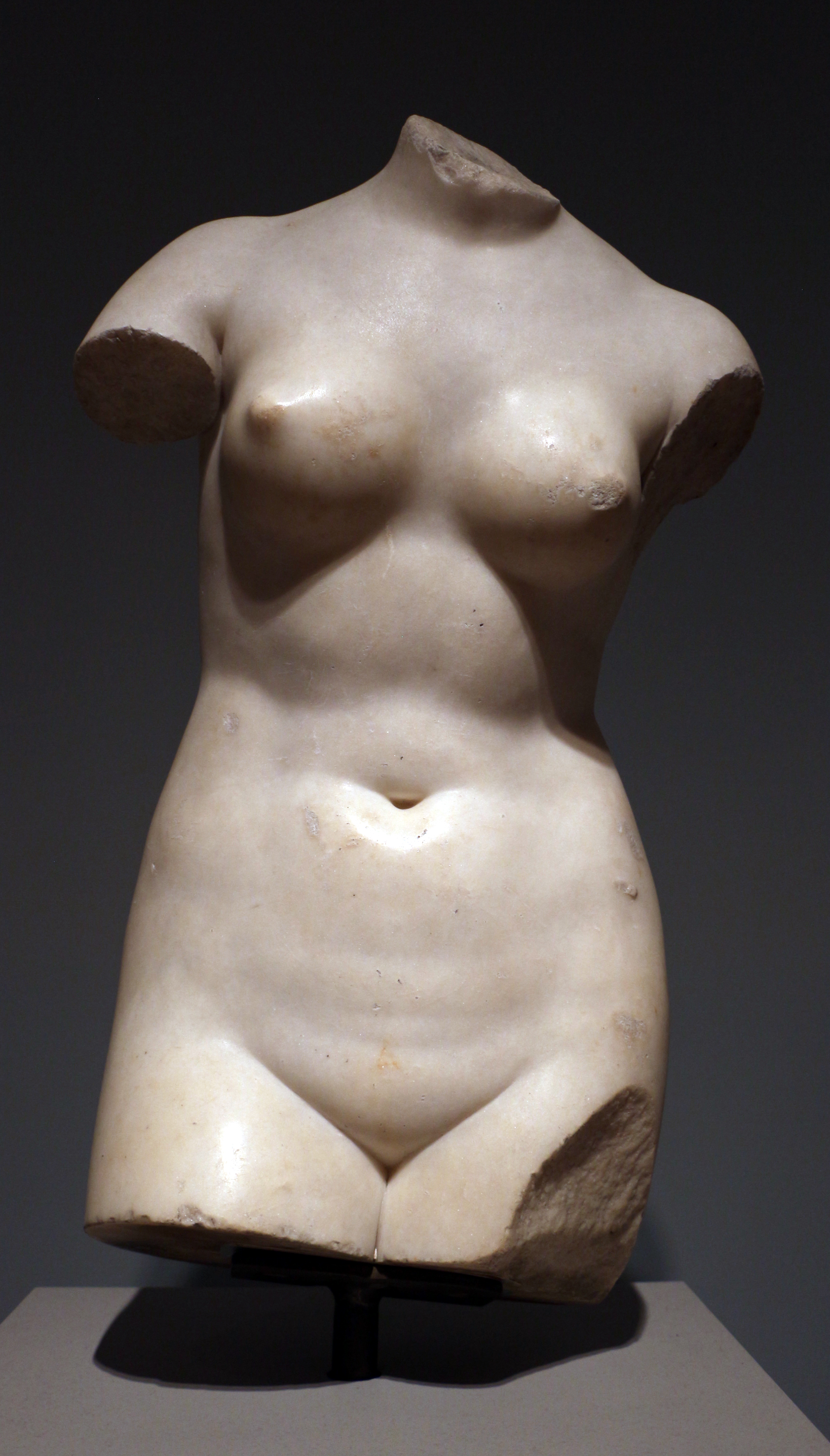
Aphrodité

Aphrodité (ógörögül Ἀφροδίτη „a habokból kiemelkedő”) a szerelem és a szépség istennője a görög mitológiában. A római mitológiában a késői köztársaság korában Venusszal azonosították, de a hasonlóságuk csak felszínes. Az etruszk mitológiában Turan a hozzá hasonló. Maguk a görögök inkább az óegyiptomi Hathor istennőhöz hasonlították. Valószínűleg Atargatisz istennő ciprusi változata terjedt el a görögség körében Aphrodité néven, erre utal gyakori alternatív neve, Küprisz (a „ciprusi”), amely az eredeti, régebbi neve, ekkor az „aphrodité” jelzőként funkcionált. Emellett Kütherea elnevezése is ismert, amely Küthéra (ma Kíthira) szigetére mutat. Az Atargatisz-kapcsolatot a vizek jelentős szerepe, a tükör mint attribútum, valamint az Istárhoz hasonló termékenység- és szépségvonatkozások mutatják. Az istennő egyik mellékneve ezen kívül a Kallipügosz („szép fenekű”, kallosz (szépség) + püge (fenék)) volt.

## Születése
Születéséről kétféle monda létezik. Az egyik mítosz szerint akkor született, amikor Kronosz sarlójával kasztrálta apját, Uranoszt. Ettől a tenger habot vert és hullámzott, és a habokból kagylóhéjon kelt ki Aphrodité, akinek szépsége elvakította az Olümposzt. Az istennő neve is születésére utal, hiszen az „aphrosz” szó görögül „hab”-ot jelent. Ciprus szigetén Petra tu Rumiunál lépett partra, amit Aphrodité sziklájának neveztek el. A legenda szerint mikor kilépett a partra, amerre járt, lába nyomán csodás növények és fák keltek ki a földből. Ezeket az Aphrodité növényeinek nevezett gyümölcsöket, virágokat és illatszereket (kékvirágú lótusz, mirtusz, gránátalma, menta stb.) különösen alkalmasnak tartják a szerelmi vágy fokozására (afrodiziákumok). Ezt a változatot őrizte meg Hésziodosz az Istenek születése című művében.
Más legenda szerint Zeusz és Dióné lánya, Homérosz is így említi eposzaiban.

## Héphaisztosz
A szépséges hölgy Zeusznak sok fejtörést okozott, ugyanis a főisten félt, hogy Aphrodité kegyeiért véres csatákat vívnak majd az olümposziak, így a béke érdekében Héphaisztosznak, a kovácsistennek ajánlotta fel Aphroditét, aki feleségül is vette a szépséget. Az Olümposz legrútabb, de legkiegyensúlyozottabb istene a nagy szerencse után pazar ékszerekkel árasztotta el feleségét, így például kapott egy övet, amelyet igen finom kovácsmunkával készített hitvesének aranyból, és megszórta egy kis bűbájjal is. Amikor ezt az övet viselte Aphrodité, senki nem tudott neki ellenállni. Ám Aphrodité vére forrt, és szerette a vigadalmakat és a fülledt erotikát, így hamarosan eltávolodott örökké kormos férjétől. Az olümposziak közül őt szerették a legtöbben, és ő is szerette a legtöbbet. Az istenek közül legjelentősebb szerelme Arész volt, akitől Erósz és Anterósz is született. A halandók közül Adóniszt és Ankhiszészt szerette, ez utóbbitól született Aineiasz (Aeneas). Az Erisz által az istenek közé gurított, „A legszebbnek” feliratú aranyalmát is végül ő nyerte meg Parisztól, miután Héra és Pallasz Athéné mellett ő a legszebb halandó asszony szerelmét, Helénáét ajánlotta fel neki. Ezért robbant ki a trójai háború.

## Tisztelete és jelleme
Rendkívül szeszélyes és bohó istennő hírében állt, akinek több szent állata is volt: tisztasága miatt a galamb, kecsessége miatt a hattyú, termékenysége miatt a nyúl, de a delfin és a veréb is ide tartozik. Kedvelt növényei voltak az Adónisz véréből általa teremtett rózsák, a mirtusz, a gránátalma és a citromfa. Nagy ünnepeket, az aphrodisziászokat tartották tiszteletére az ókori Hellász különböző pontjaiban. A buja, erotikus ünnepek alkalmával főleg Athénban és Korinthoszban a nagy lakomák során Aphrodité papnői vagy kísérői erotikus táncot lejtettek, ami hivalkodó jellege miatt gyakran egy-egy néző elcsábításában teljesedett be. Őket azonban nem tekintették prostituáltaknak, mivel a szeretkezést egy ilyen papnővel egyfajta áldozatnak tekintették Aphrodité felé. Az istennőt egyébként a hórák és a khariszok kísérték.

## Szerelmei és gyermekei
- Istenek
  - Arész

A háború istene.
- Anterósz, Erósz, Harmonia, Deimosz és Phobosz

- - Zeusz (az új mitológia feldolgozás szerint)

- Kronosz gyereke

- Pothosz

- Dionüszosz

- A khariszok (Agleia, Euphroszüné, Thalia), Hümenaiosz és Priaposz

- Héphaisztosz

- Hermész

- Hermaphroditosz, Peithó, Ródosz, Tükhé

- Adónisz

- Beroé, Golgosz

- Halandók

- Ankhiszész

- Aineiasz, Lürosz

- Butész (argonauta)

- Erüx

## Idézetek
„Zengem az istennőt, aki Kyproszban született: ő
mézes ajándékot hoz a földre, örök mosolyával
isteni arcán, és kifakasztja a vágy bimbóit.
Üdvözlégy, gyönyörű gyönyöröknek asszonya! add meg
a szerelemgyújtó dalolásnak drága hatalmát:
minden isten előtt teneked zendüljön az ének!”
(Himnusz Aphroditéhoz)